# Augine (Venoge)
Pour les articles homonymes, voir Augine.
Le canal de l'Augine est une rivière artificielle vaudoise qui coule dans le vallon du Nozon. Elle est également appelée rivière du milieu du monde.

## Histoire
Au XVIe siècle, le sire de Gingins-La Sarraz, un seigneur de La Sarraz, fit détourner une partie de l'eau du Nozon vers son moulin, le Moulin Bornu, puis en direction du château pour qu'on puisse l'utiliser pour remplir les douves. Le cours d'eau ainsi dévié existe toujours, sous le nom d'Augine. 

## Géographie
Le canal de l'Augine provient du Nozon, dont il se sépare à Pompaples et passe ensuite par La Sarraz. Au lieu de rejoindre le Talent comme le Nozon, elle se jette dans la Venoge. Le canal de l'Augine parcourt donc environ deux kilomètres.
Le canal de l'Augine relie le Nozon (dont le bassin collecteur est le Rhin) et la Venoge (qui part au sud vers le Rhône). Cette situation géographique particulière lui vaut son surnom de rivière du milieu du monde.

## Sources
- www.eau21.ch, « À la découverte des richesses du Vallon du Nozon » (consulté le 12 novembre 2007)